# Podvrški potok
Podvrški potok je povirni pritok Čanjskega potoka, ki teče skozi vas Čanje v občini Sevnica in se nato kot levi pritok izliva v reko Savo. 